# Athripsodes karsensis
Athripsodes karsensis là một loài Trichoptera trong họ Leptoceridae. Chúng phân bố ở miền Cổ bắc.